# Hecheng (Qingtian)
Hecheng (chinesisch 鹤城街道, Pinyin Hèchéng jiēdào – „Kranich-Stadt“) ist ein Straßenviertel im Südosten der chinesischen Provinz Zhejiang. Er gehört administrativ zum Kreis Qingtian der bezirksfreien Stadt Lishui. Er verwaltet ein Territorium von 48,48 km² und hatte am Jahresende 2018 eine Gesamtbevölkerung von 80.990 Personen und eine registrierten Bevölkerung von 56.082 Personen. Die Bevölkerungszählung des Jahres 2000 hatte eine Gesamtbevölkerung von 75.152 Personen in 23.662 Haushalten und eine registrierte Bevölkerung von 48.420 Personen ergeben.
Das Straßenviertel entstand im Jahr 2012 aus dem nördlich des Flusses Ou Jiang gelegenen Teiles der Großgemeinde Hecheng. Er grenzt heute an Wenxi im Osten, Ounan im Süden, Shixi im Westen und Gui'ao im Norden. Hecheng liegt am nördlichen Ufer des Flusses Ou Jiang. Über sein Territorium führen die Nationalstraße 330 und die Provinzstraße 49. Es ist ein Zentrum der Steinschnitzkunst.
Per Ende 2018 unterstanden dem Straßenviertel Hecheng 11 Einwohnergemeinschaften und 13 Dörfer.